# Västergötlands runinskrifter 79
Västergötlands runinskrifter 79 är en vikingatida (ca 1040) gravhäll i Klosterträdgården, Varnhems socken och Skara kommun.
Stenen med korset och runristningen påträffades redan år 1884 strax under jordytan i parken sydost om Varnhems klosterkyrka, år 2004 under arkeologiska undersökningar söder om fyndplatsen framkom ruinen av en kyrkogrund från 1000-talets privata gårdskyrka från vikingatiden (s.k. Sigrids kyrka, efter Sigrid, som grundade Varnhems kloster). Själva graven påträffades vid utgrävningen år 2007. Runristad gravhäll, som täckte graven, är av sandsten, 1,65 m lång, 0,57 m bred och 0,23 m tjock, nu förvaras den i Varnhems Klostermuseum.

## Inskriften
Translitterering av runraden:
× katil : karþi · stan : þinsi aftʀ · katu kunu sina sustur þurils ×
Normalisering till runsvenska:
Kætill gærði stæin þennsi æftiʀ Katu, konu sina, systur Þorgils.
Översättning till nusvenska:
Kättil gjorde denna sten efter Kata sin hustru Torgils syster